# Гінкго дволопатеве (Львів, вул. Шота Руставелі, 5)
Гі́нкго дволопа́теве — дерева (2 екземпляри) ґінко дволопатеве, реліктовий вид, занесений до Червоної книги України. Зростає в межах міста Львова, на вул. Шота Руставелі, 5 (подвір'я будинку). 
Планується оголосити даний об'єкт ботанічною пам'яткою природи місцевого значення і зарахувати його до природно-заповідного фонду Львова.